# Erde 〜ネズの樹の下で〜
『Erde 〜ネズの樹の下で〜』（エルデ ねずのきのしたで）は、2002年12月19日に日本のコンピュータゲームブランド・KIDより発売されたPlayStation 2用ゲームソフト。翌2003年8月7日にはドリームキャスト版も発売された。

## 概要
KIDの手がけた恋愛アドベンチャーゲームの多くが現代ないし近未来の日本を舞台としているのに対し、本作は特異なSF的世界で繰り広げられる。ヒロイン数は5名。
同時期のKID作品の中で唯一廉価版が発売されておらず、また設定資料集のような関連書籍も刊行されていない。

## あらすじ
村で平凡な暮らしを営んでいたタクミの家に、ある日バイクが突っ込んでくる。事故を起こしたのは旅人ヨーコだった。そのままなしくずしに始まった同居生活の中、広い世界を見て回ろうとするヨーコに触発され、タクミもまた自らの行くべき道を考え始める。

## 世界観
物語の舞台は、現実世界とヴァーチャル世界タウンに分かれる。

### 実世界
現実の世界では、バイクやインターネットは存在するが、地球ではない牧歌的な惑星。草原と湿地の大自然が広がっており、見渡す限りの海と砂漠が世界を占めている。人々は十数人単位で村を作っている。"ネット世界"を媒体として機能する隊商を通し、物々交換をしながら暮らしている。国家のような明確な政治形態は存在しない。生活はおおむね自給自足で、必要な物品は週に一度めぐってくる商隊から購入する。

### ネット世界
タウンを訪れるためには、バイザーと呼ばれる各家庭に配備されたベッド状の端末を使用する。コンピュータ・ネットワークで形成されたこの街で、遠方に在住しているために直接会えない人と交流し、ゲームやスポーツなどを楽しむことができる。買い物はタウン内で決済し、後日商隊に品物を届けてもらう形となる。タウンの見た目は現実と区別がつかないほど精巧だが、触覚がないので体を動かすには独自の操作方法が必要である。ただしほとんどの人は幼少期に親に教えてもらうので、現実とタウンの切り替えをことさら意識することはない。外装はある程度自分の好みで変更できるが、現実の姿そのままという人もいる。
この世界での平均寿命は25歳。タクミは5歳のときに母を、7歳で父を亡くして以来ひとり暮らしであるが、これはごく普通のことである。老化は急激に訪れ、外見はほとんど変化しないものの身体機能が衰弱し、最期には目が見えなくなって死に至る。かつての人間は50年以上の時を生きることができたという話もあるが、願望から出た伝説とされ、真に受けるものはいない。

## 登場人物

### メインキャラクター
タクミ
主人公の青年。心優しく、彼に好意を寄せる人物は多い。
ヨーコ
声 : 岩居由希子
世界のすべてを見るために、ペットのサダキチとバイクの「ハンス君」で放浪している少女。16歳。旅の証として地図を作成している。かつて父親と共に隊商のバスで生活していたため、"世界の果て"を見ることに憧れをもっている。
誤ってタクミの家に衝突した際に脚を負傷したため、療養とバイク修理の間は彼の家に居候しており、その代わりに朝食を作っている。
アヤ
声 : 横手久美子
タクミの幼馴染で、アキラを加えた3人でいつも遊んでいる。しかし現実では遠くに住んでおり、彼らとはタウンでしか会ったことがない。タクミのことが好きなのだが、照れ屋で意地っ張りなため言い出せずにいる。
得意技は右腕を射出する「ぷりてぃパンチ」（もちろんタウンでしか使えない）。命中しても痛みはないが、相手のグラフィックデータに損害を与えることができる。
ケイ
声 : 飯島杏子
タウンで教師を務めている女性。タクミとは古くからの知り合いで、現実世界でも絵を教えている。熱心に会いに来るタクミのことを、最初は年齢差から敬遠していたが、やがてその姿に惹かれていく。
すでに24歳であり、寿命を間近に迎えていることになるため、タクミに惹かれつつもその感情をあまり表に出すことはない。
リオウ
声 : 大前茜
初めてタウンに入ったときに体の動かし方がわからず混乱していたところをタクミに助けられ、それ以来彼に好意を持つようになる。
どうやら暇であるらしく、よく噴水広場で時間をつぶしながらタクミを待っているが、13歳という年齢でタウン利用経験がないのは珍しく、彼からは何らかの事情があると見られている。
エナ
声 : 猪口有佳
タウンでひとり空を眺めている謎の少女。"ネット世界"のタウンで起こる、すべての事柄を理解している少女。普段はタウンにいて、その風景を見ているだけで満足している。しかし、自分という存在に興味を持つタクミと接し、多くの話をするうちに、ある疑問を抱くようになる。神出鬼没で、誰もが知っているはずのことを知らなかったり、逆に誰も知らない（エナ本人もよくわかっていない）ことを知っていたりする。
ブロイエとラプンツェルの2人に追われている。

### サブキャラクター
声の担当は個別にはクレジットされていない。#スタッフ節を参照。
アキラ
タクミの幼馴染の青年で、同じ村に住んでいる。自らの美しさに陶酔するナルシストで、わざわざ女性のような外装でタウンに現れることもある。
サダキチ
ヨーコの相棒。丸っこい謎の生物だが、彼女によれば鳥であるらしく、実際に空を飛ぶ。「むー」という妙な声を発するがこれは喉の奥を鳴らしたもの。本当の鳴き声はどんな音楽よりも美しく、一生に一度しか鳴かないという。
テツヤ
ケイの友人の青年。彼女とはお互いに意識しつつも恋愛関係に発展することはなかった。
ナナ
ケイの友人の女性。ゲームクリア後に観賞できるおまけCGでは、テツヤを加えた3人で楽しそうにしている様子がうかがえる。
ベルベ・ブロイエ
タウンで出会う黒服の男。冷静で無表情。
ラプンツェル
タウンで出会う少女。常にはしゃいでおり、初対面でも親しげに接してくる。

## スタッフ
- プロデューサー : 亀谷恒治
- ディレクター : 須藤英男
- キャラクターデザイン : little
- シナリオ原案 : 長井知佳 (Q'tron)
- シナリオ : 西川真音 (Q'tron)、相川祐也、平岡伸一
- オープニングテーマ : Flower
- エンディングテーマ : Chatty
  - 作詞・作曲・歌 : 高井ウララ
- サブキャラクターの声 : 杉本ゆう、川田紳司、嶋崎はるか、甲斐田裕子、梯篤司

## CD
- Erde 〜ネズの樹の下で〜 サウンドコレクション（サイトロン・デジタルコンテンツ / SCDC-00235）